# Vellexon-Queutrey-et-Vaudey
Vellexon-Queutrey-et-Vaudey település Franciaországban, Haute-Saône megyében. Lakosainak száma 476 fő (2022. január 1.). Vellexon-Queutrey-et-Vaudey Recologne, Ferrières-lès-Ray, Fresne-Saint-Mamès, Membrey, Ray-sur-Saône, Saint-Gand, Soing-Cubry-Charentenay és Seveux-Motey községekkel határos.

## Népesség
A település népessége az elmúlt években az alábbi módon változott:
| Lakosok száma | 481  | 473  | 476  | 453  | 455  | 455  | 454  | 464  | 476  |
|               | 2013 | 2015 | 2016 | 2017 | 2018 | 2019 | 2020 | 2021 | 2022 |